# Paranoia (juego de rol)
Paranoia es un juego de rol cómico, ambientado en un futuro distópico. Diseñado por Daniel Seth Gelber, Greg Costikyan, Eric Goldberg y Ken Rolston Paranoia fue publicado por primera vez en Estados Unidos por la editorial West End Games en 1984. Presenta influencias de obras ambientadas en la distopía, como por ejemplo 1984 (de George Orwell), Un mundo feliz (de Aldous Huxley), Brazil, (de Terry Gilliam), o La naranja mecánica (de Anthony Burgess).
En 1991 Paranoia fue traducido y publicado en lengua española por la hoy en día desaparecida editorial barcelonesa Joc Internacional.

## Descripción general
Con un ritmo de juego alocado, este juego presenta unas reglas flexibles que intentan incentivar la actuación y la iniciativa de los jugadores. Desde su aparición ha habido aproximadamente diez versiones diferentes del juego. La última versión, publicada en 2004 (diez años después de la quinta) fue inicialmente llamada Paranoia XP (En honor al famoso sistema operativo). Fue necesario editar una segunda versión llamada Paranoia XP Service Pack 1 en la que se corregían los errores que se habían detectado. Más tarde, por problemas legales, se tuvo que cambiar su nombre simplemente por Paranoia. Esta nueva versión presenta tres modos de juego:
- Zap, en el que la partida no dura más de una hora, y en la que el master tiene que ser terriblemente maligno.
- Clásico, que es el modo que permite partidas comunes de Paranoia (de 3 a 6 horas de duración).
- Straight, o también denominado «modo campaña», en el que se pueden jugar varias sesiones como cualquier otro juego, disminuyendo los daños por traición y agregándole un método para comprar clones e ir más allá de los 6 iniciales.

## Jugabilidad
El objetivo del juego es principalmente que todo el mundo alrededor de la mesa se divierta, tanto el master como los jugadores, por lo que en cada momento el manual incentiva a que se rompan las reglas en pos de la diversión. El que un arma funcione de tal manera una vez, no significa que la próxima vez vuelva a funcionar del mismo modo. El sistema de juego está prácticamente escondido al jugador, por lo que éste no puede quejarse de los supuestos abusos del master. En cada momento, el manual explica que el master siempre tiene la razón, y que si una regla es muy complicada, o por alguna razón no le parece correcta al master, éste la puede eliminar.
Otorgar 3 chalecos antibalas, 50 encendedores y un robot protocolar para un grupo de 8 personas en una misión de ataque es común en este juego. Y si uno se queja es traición, ya que estás insinuando de alguna manera que el Amigo Ordenador tiene un juicio erróneo.
Se puede definir este juego como «no convencional» por su peculiar relación entre jugadores a los que se les incentiva a pelearse entre ellos, traicionar y delatarse ante el Ordenador, la entidad jefe del complejo Alfa, lugar de residencia de los personajes.
La idea original de este juego es eliminar las pautas más comunes en los juegos de rol. Un personaje no suele durar mucho. Nadie aprende y abusa de las reglas porque el director de juego puede cambiarlas a su antojo. Las sesiones suelen ser breves (2-3 horas).
Existe todo un sistema para incentivar la diversión fomentando la originalidad.

## Sistema de juego
El sistema de juego de las primeras ediciones de Paranoia usaba dados de 20 caras y las fichas de personaje incluían diversas habilidades clasificadas según su utilidad en el juego.

## Ambientación
El juego se ambienta en el Complejo Alfa, una inmensa ciudad subterránea controlada por El Ordenador, un sistema de inteligencia artificial esquizofrénico, que fue programado para procurar la felicidad de sus habitantes, felicidad que es obligatoria. Sus protocolos de acción incluye la ejecución sumaria ante cualquier indicio de anormalidad en su sociedad «perfecta». El problema es que todos los ciudadanos tienen, por lo menos, dos motivos de traición: pertenecer a una sociedad secreta y tener un poder mutante. Además, el mismo ordenador da órdenes contradictorias que en caso de no ser cumplidas en su totalidad (lo que muchas veces resulta imposible), también son motivo de traición.

### Historia del complejo Alfa enParanoia XP Service Pack 1
Tras la Tercera Guerra Mundial, en la que los países del primer mundo terminan destruyéndose unos otros, los demás países supervivientes logran crear la autodenominada «Era de la paz» y se desarrolla por primera vez un gobierno realmente mundial. Con el paso del tiempo, las ciudades se fueron informatizando cada vez más. Entre ellas está la base de las historias de Paranoia: El complejo Alfa.
El complejo Alfa es un refugio nuclear, situado en el subsuelo de los antiguos EE. UU., y utilizado después de la Tercera Guerra Mundial. Existen otros sistemas parecidos, como el complejo Alfa Prima, con el cual estaba comunicado.
En el año 2097 es detectado un planetoide que colisionará contra la Tierra. Todos los complejos están centrando sus tareas en salvarse del inminente impacto, los que pueden abandonan la Tierra y muchos construyen un refugio en Des Moines (Iowa, EE. UU.). En Rusia, un antiguo misil mal desactivado sin cabeza nuclear se activa. La base de datos del complejo Alfa estaba en aquellos momentos siendo transferida al refugio, por lo que la única explicación que le encuentra es la de una invasión Comunista. Coincidiendo con la colisión del planetoide, el complejo Alfa queda aislado de los demás complejos. Sus informes concluyen que el complejo Alfa es el único lugar del mundo con supervivientes de la guerra nuclear. En el restablecimiento de las comunicaciones el complejo Alfa Prima le indica al complejo Alfa que vuelva a abrirse: El ataque no había sido más que un error. Pero el complejo Alfa le manda un ultimátum al complejo Alfa Prima, pidiéndole que muestre su «Código Fuente» para poder comprobar si en su interior hay algún virus o código Comunista. Debido a que el código fuente del complejo Alfa Prima fue desarrollado por una mega-empresa que monopolizó el mercado y que apoyaba el código fuente cerrado (¿A que no adivinan qué empresa?), él se negó rotundamente, por lo que sucesivamente cada complejo acusó de traición al otro, y los demás complejos terminaron aislando a los complejos Alfa y Alfa Prima. A partir de este momento el ordenador continúa manteniendo a sus habitantes y preservándolos de los ataques de los supuestos Comunistas, mutantes y traidores.
Tras 216 años, la vida ha cambiado completamente en tu mundo. El complejo Alfa está liderado por tu mejor amigo, un ordenador programado para hacer feliz a todos sus fieles habitantes. No ser feliz se considera traición, y para los traidores no hay cabida. (Zapp)

### Credenciales de seguridad
A diferencia de otros juegos de rol, basados en los niveles de experiencia, en Paranoia existe un sistema de clases sociales muy jerarquizado, al que se va ascendiendo a modo de experiencia. Estos niveles sociales se basan en la confianza que el ordenador te tiene a ti, no en la fuerza o conocimientos que tienes.
Cualquier objeto, lugar o información tiene su propio credencial de seguridad, en el caso de objetos materiales definido por su propio color. Un leve descuido conduce al jugador a una violación del código de seguridad, que inmediatamente conduce a sumar puntos de traición. Los niveles se distribuyen según colores del espectro visible de la luz, incluyendo los dos credenciales extremos que quedan fuera del espectro.:
- Infrarrojo: el 80% de la población, obreros explotados.
- Rojo: aquellos que se han ganado la confianza del ordenador acusando de traidor su mejor amigo (sea verdad o no). Trabajos de oficina, coordinación,... Los jugadores empiezan en este nivel.
- Naranja: el primer nivel con un poco de tiempo libre.
- Amarillo: no se les obliga a compartir habitación.
- Verde: el primer estatus mínimamente «decente» en la escala social.
- Azul: se les permiten posesiones materiales menores.
- Índigo: tienen a su servicio vehículo privado con chófer.
- Violeta: poseen su propio subsector.
- Ultravioleta: los Altos Programadores, con acceso directo al núcleo del ordenador, y por lo tanto todopoderosos.

### Poderes mutantes
El sistema de reproducción del complejo Alfa es la clonación, se crean familias de seis clones idénticos, cinco de los cuales quedan en reserva por si el primer clon perece. La imperfección del sistema de clonación hace que casi todos los habitantes (por lo menos todos los jugadores) tengan un poder mutante.
En la primera edición del libro presentan algunos poderes. Se puede ver claramente que el juego no pretende ningún tipo de realismo o de ciencia ficción, solo aportar emoción a la partida:
- Control de adrenalina
- Electroshock
- Empatía
- Empatía mecánica
- Intuición mecánica
- Lectura mental
- Levitación
- Piroquinesis
- Polimorfismo
- Precognición
- Rayo mental
- Supermetabolismo
- Supersentido
- Regeneración
- Sentido de la Burocracia
- Telepatía
- Teleportación
- Telekinesis
- Visión de rayos-X

La mutación es traición.

### Sociedades secretas
Originalmente, el ordenador prohibió la asociación de clones para evitar las reuniones de comunistas que sospechaba que se habían infiltrado en el complejo. Tales comunistas no existían, pero pronto algunos ciudadanos vieron en estos seres desconocidos su propia misión en el complejo. Así, en pocos años habían conseguido la información para organizar la resistencia al estilo soviético de 200 años antes. Además, un alto programador se dio cuenta de la necesidad humana de la conspiración, y poco a poco fueron apareciendo otras sociedades secretas, secretamente organizadas por el ordenador, con diferentes objetivos inofensivos. Con el tiempo fueron apareciendo otras, ya no controladas por el ordenador. En la primera edición del libro se citan las siguientes:
- Antifrankenstein
- Club Sierra
- Comunistas
- Córpore Metal
- Humanitas
- Iglesia Primitiva de Cristo Programador
- Illuminati
- Leopardos de la muerte
- Libre Empresa
- Místicos
- Piratas informáticos
- Protecnos
- Psiónicos
- Purgadores
- Románticos

Pertenecer a una sociedad secreta no aceptada por El Ordenador es traición.

## Curiosidades
- Aunque el sistema de juego es suficiente complejo como para ser utilizado, los mismos autores recomiendan ignorar las reglas y otorgar al director de juego las decisiones correspondientes al azar.
- El mundo de Paranoia es un mundo lleno de supuestas traiciones, acompañado por una burocracia burda e interminable, lo que caricaturiza a otros juegos donde solo prima la acción.
- El complejo Alfa, a pesar de perseguir el comunismo, tiene una gran parte de su funcionamiento basado en el comunismo.
- El ordenador elige a nuestra familia (6 clones), elige nuestra residencia, elige donde vamos a trabajar y qué vamos a hacer, sin embargo los personajes son libres de progresar si traicionan a sus amigos.
- Desde el comienzo el ordenador abolió toda forma de propiedad privada para evitar disputas; irónicamente a medida que se progresa en la escala social se permiten las posesiones.
- En vez de eliminar la economía, totalmente innecesaria en este mundo, cada ciudadano tiene una pequeña cantidad de dinero para comprar banalidades sin valor (como Brebaje Espumoso Refrescante o retratos de la famosa MADO-N-NNA1).
- El ordenador es tu amigo.